# Smerek
Smerek (ukrán nyelven: Смерек, Smerek) Lengyelország délkeleti részén, a Kárpátaljai vajdaságban, a Leskói járásban fekvő kis község, közel a lengyel-szlovák határhoz. A település közel 9 kilométernyire fekszik Gmina Cisna község központjától, Cisnától délkeleti irányban, 34 kilométernyire délre található a járási központtól, Leskótól és 100 kilométernyire délre van Rzeszówtól, amely a Kárpátaljai vajdaság központja.
A településen mindössze 100 fő él.

## Fordítás
Ez a szócikk részben vagy egészben  a   Smerek című angol Wikipédia-szócikk ezen változatának fordításán alapul.  Az eredeti cikk szerkesztőit annak laptörténete sorolja fel. Ez a jelzés csupán a megfogalmazás eredetét és a szerzői jogokat jelzi, nem szolgál a cikkben szereplő információk forrásmegjelöléseként.